# Chemainus
Chemainus is een plaats aan de oostkust van Vancouvereiland in de provincie Brits-Columbia, Canada. het dorp ligt in het district Cowichan Valley, 30 km (zuidwaarts) ligt Victoria, 30 km (noordwaarts) ligt Nanaimo, Chemanus ligt aan een inlet met daarbuiten de Gulf eilanden in de straat van Georgia.

## Achtergrond
Het van oorsprong houtkapdorp ontstond in 1858. Tegenwoordig is het dorp Chemainus vooral beroemd om haar 39 buiten muurschilderingen. Deze buitententoonstelling gaf een nieuwe economische impuls aan het dorp, door de komst van kleine bedrijven, eet gelegenheden, antiek en kunsthandelaren. De toeristen industrie gaf het dorp een nieuwe boost nadat begin jaren 80 de velen houtzaag molens gesloten werden door de komst van een veel productievere molen.
De naam 'Chemainus' is afkomstig van een oude inheemse shaman en voorspeller "Tsa-meeun-is" (gebroken borst). De legende verteld; dat de man een grote wond in zijn borst  overleefde om daarna een grote chief en leider onder zijn volk te worden. Zijn volk nam zijn naam over om hun bevolkingsgroep een identiteitsnaam te geven, de 'Stz'uminus' of ook wel de 'Chemainus indianen'.
Op 13 januari 2006, werd er een Boeing 737 vliegtuig lekgeslagen om zo een door mensen gemaakt rif te vormen voor de kust van het dorp. Het zinken van het vliegtuig werd gedocumenteerd en later uitgezonden op Discovery Channel onder de titel 'Sinking Wings'.